# Tetrafluorometano
Tetrafluorometano é um composto apolar e apresenta a fórmula química : 
CF4.